# روبرت غريفيث (مؤرخ)
روبرت غريفيث (بالإنجليزية: Robert Griffith)‏ هو مؤرخ أمريكي، ولد في 17 أكتوبر 1940 في أتلانتا في الولايات المتحدة، وتوفي في 25 يناير 2011 في Holy Cross Hospital (Silver Spring) ‏ في الولايات المتحدة.